# Улица Михаила Максимовича (Киев)
Улица Михаила Максимовича (укр. Вулиця Михайла Максимовича) — улица в Голосеевском районе города Киева, местность Голосеево. Пролегает от Васильковской (Амурской) площади до улицы Степана Рудницкого (Академика Вильямса) — является продлением последней.
Примыкают Амурская улица, Практичная улица и Ахтырский переулок, а также Сергея Колоса (при переходе в улицу Вильямса).

## История
Улица возникла в начале 20 века под названием Жулянская. В период 1977—1990 года улица носила название Короткая, 1990—2016 года — Онуфрия Трутенко (в честь работника Демиевского снарядного завода и члена Демиевского ревкома Онуфрия Степановича Трутенко). Современное название в честь учёного Михаила Александровича Максимовича — с 2016 года.

## Застройка
Чётная сторона представлена домами других улиц (Жуляны. Кроме дома № 6а — нежилой), нечётная — многоэтажные дома (комплекс Лико-град). У пересечения с Творческой улицей есть несколько домов с чётной стороны улицы, однако нумерация нечётная. 
1. Национальная академия СБУ (дом № 22)
2. Троллейбусное депо № 1 (дом № 32)
3. Исследовательский завод «Квант» (дом № 2)